# 属地主義
属地主義（ぞくちしゅぎ）とは、法の適用範囲に関する立法主義の一つで、自国領域内に場所的に限定するもの。
刑法であれば、国内で犯された犯罪に対しては行為者の国籍を問わず自国の刑法を適用するもの。日本の刑法では刑法第1条1項の規定で属地主義を採用しており、この属地主義の立場を基本として犯罪の類型ごとに属人主義、保護主義、世界主義で補充する形をとっている。
知的財産法においては、自国の知的財産法に準拠する知的財産権が認められる範囲を自国領域内に限定するというもの。
また地方自治体の条例は、地方自治法第2条第2項の規定により、当該自治体の内で属地主義を採るものとされる。
また、国際法において属地主義は旗国主義、主観的属地主義、客観的属地主義と効果的属地主義の四つに分類される。